# Esteve Cifuentes i Surroca
Esteve Cifuentes i Surroca   (Ribes de Freser, 7 d'octubre de 1912 - Arràs, 30 d'octubre de 1938) fou un futbolista català de la dècada de 1930.

## Trajectòria
Nascut al barri de Sant Andreu, començà a jugar al quart equip de la UE Sant Andreu, anomenat Ràpids, d'on passà al segon equip del club, arribant a disputar alguns partits al primer. L'any 1929 fitxà pel FC Santboià, on jugà durant tres temporades. El 1930 fitxà durant un mes pel CE Sabadell, retornant immediatament al Santboià. L'any 1932 fou fitxat pel FC Barcelona, club amb el qual jugà dos partits a primera divisió. La temporada 1933-34 començà jugant al reserva barcelonista, passant el mes de novembre al Llevant FC, on disputà alguns partits de lliga, i el mes de gener al RCD Espanyol. Al club blanc-i-blau disputà 17 partits de lliga de Primera i tres de copa durant la temporada 1934-35. Aquesta temporada va jugar dos partits amb la selecció catalana de futbol. Les següents temporades jugà a la UE Sants i a l'EC Granollers. Durant la Guerra Civil s'exilià a França, on defensà els colors del Racing de Strasbourg de la primera divisió francesa i a continuació del Nîmes Olympique de la Segona Divisió. El 30 d'octubre de 1938 va morir a l'estadi d'Arràs d'un infart, després d'un partit entre el club local i el Nimes, on jugava. Només tenia 24 anys.